# JTBC Drama Festa
JTBC Drama Festa (hangul: JTBC 드라마페스타; rr: JTBC Deulama Peseuta) é uma série de TV semanal, que vai ao ar na JTBC, uma rede de televisão por assinatura sul-coreana.

## Lista de episódios
| Título                | Data de transmissão        | Elenco | Roteirista(s)               | Diretor(es)  | Parcela média de audiência | Notas                                                                                     | Ref.        |
| --------------------- | -------------------------- | --- | --------------------------- | ------------ | -------------------------- | ----------------------------------------------------------------------------------------- | ----------- |
| Someone Noticeable    | 2 de outubro de 2017       | Choi Soo-young, Lee Won-keun, Shin Hee-seon, Jeon Hye-jin                                                      | Yoom In-na                  | Im Hyun-wook | 1.231%                     | - 10 episódios - Originalmente uma websérie                                               | [ 2 ]       |
| Hip Hop Teacher       | 3 de outubro de 2017       | Lee Joo-young, Yura, Ahn Woo-yeon, Zizo, Son Jong-hak, Moon Hee-kyung                                          | Kim Ah-ro-mi, Lee Jung-seok | Shim Na-yeon | 1.129%                     | - 10 episódios - Originalmente uma websérie                                               | [ 3 ]       |
| Somehow 18            | 8 de outubro de 2017       | Choi Min-ho, Lee Yu-bi, Kim Bo-mi, Kim Hee-chan, Yoo Joon-hong                                                 | Yoo Soo-ji                  | Kim Do-hyung | 0.954%                     | - 10 episódios - Originalmente uma websérie                                               | [ 4 ]       |
| Han Yeo-reum's Memory | 31 de dezembro de 2017     | Choi Kang-hee, Lee Joon-hyuk, Tae In-ho, Lee Jae-won, Choi Jae-woong, Choi Yoo-song, Heo Young-ji, Yoon Jin-yi | Han Ki-ram                  | Shim Na-yeon | 1.816%                     | - 2 episódios - Co-produzido com a Signal Entertainment Group e o AM Studio.              | [ 5 ]       |
| Ping Pong Ball        | 17–18 de setembro de 2018  | Yoo Jae-myung, Ji Soo, Choi Kwang-il, Lee Hyun-kyoon, Seo Dong-kap, Na Hae-ryung                               | Park Ji-won                 | Kim Sang-ho  | 1.292%                     | - 2 episódios - Baseado numawebtoon do Daum por Jo Geum-san.                              | [ 6 ]       |
| Human Luwak           | 30 de dezembro de 2019     | Ahn Nae-sang, Kim Mi-soo, Jang Hye-jin, Choi Deok-moon, Yoon Kyung-ho                                          | Lee Bo-ram                  | Ra Ha-na     | 1.701%                     | - 2 episódios - Baseado numa história curta de mesmo nome por Kang Han-bit.               | [ 7 ] [ 8 ] |
| Hello Dracula         | 17–18 de fevereiro de 2020 | Seohyun, Lee Ji-hyun, Lee Joo-bin, Oh Man-seok, Ji Il-joo, Lee Chung-ah, Go Na-hee, Seo Eun-yool               | Ha Jung-yoon                | Kim Da-ye    | 1.062%                     | - 2 episódios                                                                             | [ 9 ]       |
| Recipe for Happiness  | 18–19 de maio de 2020      | Gong Myung, Park So-jin                                                                                        | Yoo So-won                  | Yoon Jae-won | 1.248%                     | - 2 episódios - Lançado originalmente como um filme de 92 minutos em 29 de junho de 2019. | [ 10 ]      |
| Off the Course        | 15–16 de março de 2021     | Nam Ji-hyun, Park Ji-young, Kim Bum-soo                                                                        | Jang Ji-yeon                | Choi Yi-so   |                            | - 2 episódios                                                                             | [ 11 ]      |
| Missing Child         | 22–23 de março de 2021     | Park Hyuk-kwon, Jang So-yeon, Oh Ja-hoon                                                                       | Jo Yoong-won                | Kim Bo-ra    |                            | - 2 episódios - Baseado no romance de mesmo nome.                                         | [ 12 ]      |